# Chillida-Leku-Museum

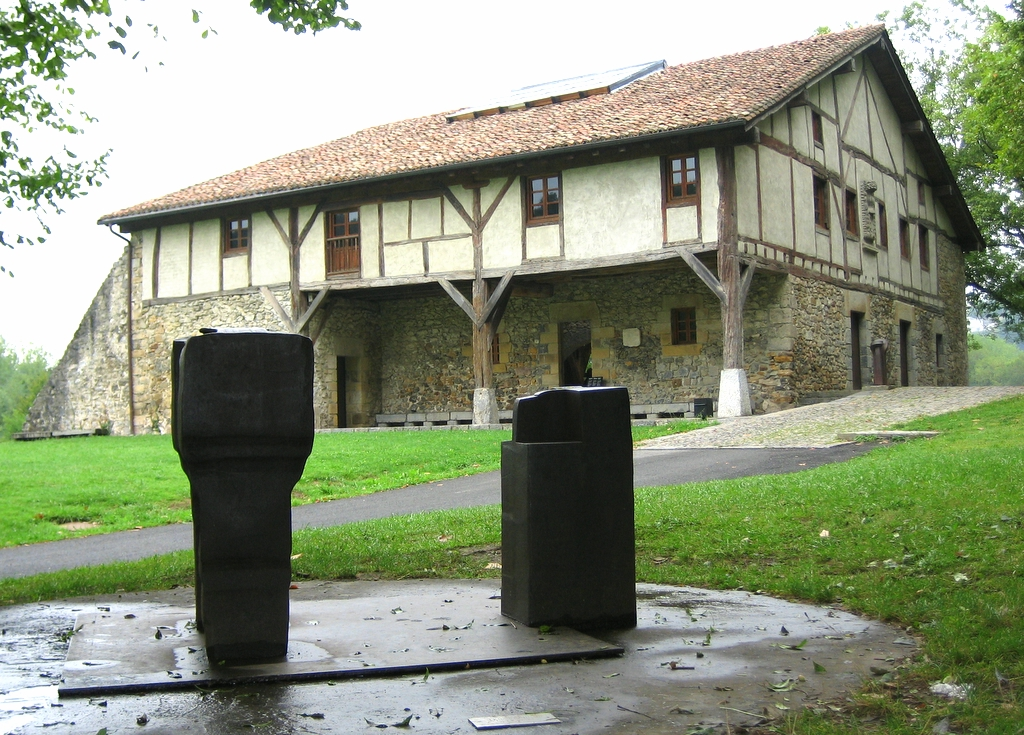
Das Museumsgebäude

Das Chillida-Leku-Museum in Hernani im Baskenland ist dem Gedenken des im Jahr 2002 verstorbenen spanischen Bildhauers Eduardo Chillida gewidmet. Es besteht aus einem Museumsgebäude und einem Skulpturenpark von 12 Hektar. Es war seit 2010 für die Öffentlichkeit geschlossen, wurde aber im April 2019 wiedereröffnet.
Chillida ist in Deutschland durch seine Skulptur vor dem Bundeskanzleramt in Berlin einer breiten Öffentlichkeit bekannt geworden.

## Geschichte
Das Museum entstand um ein ehemaliges Bauernhaus aus dem Jahr 1543, dem caserío Zabalaga (Zabalaga-Hof). Chillida und seine Frau entdeckten den Hof als Ruine, kauften ihn 1983 und ließen ihn über Jahre hinweg vom baskischen Architekten Joaquín Montero restaurieren. Im Jahr 2000, noch zu Chillidas Lebzeiten, wurde das Anwesen als Chillida-Leku-Museum eröffnet (von baskisch leku ‚„Ort“, „Stätte“‘).
Zum Jahresende 2010 musste das Museum aufgrund von finanziellen Problemen infolge der Finanzkrise für die Öffentlichkeit schließen, die konservatorische Betreuung der Sammlung und der Leihverkehr für externe museale Ausstellungen der Werke wurden aber fortgesetzt. Besuche waren nur noch nach vorheriger Vereinbarung möglich.
Nach der Übernahme des Nachlasses des Künstlers 2017 durch die Schweizer Galerie Hauser & Wirth wurde das zuvor renovierte und erweiterte Museums im April 2019 wieder eröffnet. Dabei wurde das Museumsgebäude auf den aktuellen Stand der Museumstechnik gebracht und die Außenanlagen in Zusammenarbeit mit dem Gartenarchitekten Piet Oudolf teilweise neu gestaltet. Zudem wurde der Skulpturenpark in Nebenbereichen auch für Skulpturen weiterer Künstler geöffnet.

## Skulpturenpark
Im Skulpturenpark sind etwa 40 Skulpturen Chillidas aufgestellt. Sie zeigen anschaulich seine stilistische Breite: es handelt sich um Arbeiten von einem Meter Höhe bei der Skulptur Éstella V bis zur 22 Tonnen schweren und 8 Meter hohen Buscando la Luz I oder der 60 Tonnen schweren Lotura XXXII. Die verwendeten Materialien der Skulpturen variieren von Cortenstahl und Stein, überwiegend einem rosafarbenen Granit, bis zu Beton.

## Museumsgebäude
Im Museumsgebäude befinden sich kleinere Bildhauerarbeiten des Künstlers, die aus unterschiedlichen Materialien bestehen wie Alabaster, Terracotta, Gips und Holz. Es werden auch Zeichnungen ausgestellt.

## Ausgestellte Werke (Auswahl)
- Redondo alrededor I (1955)
- Ikaraundi (1957)
- Proyecto para un monumento (1969)

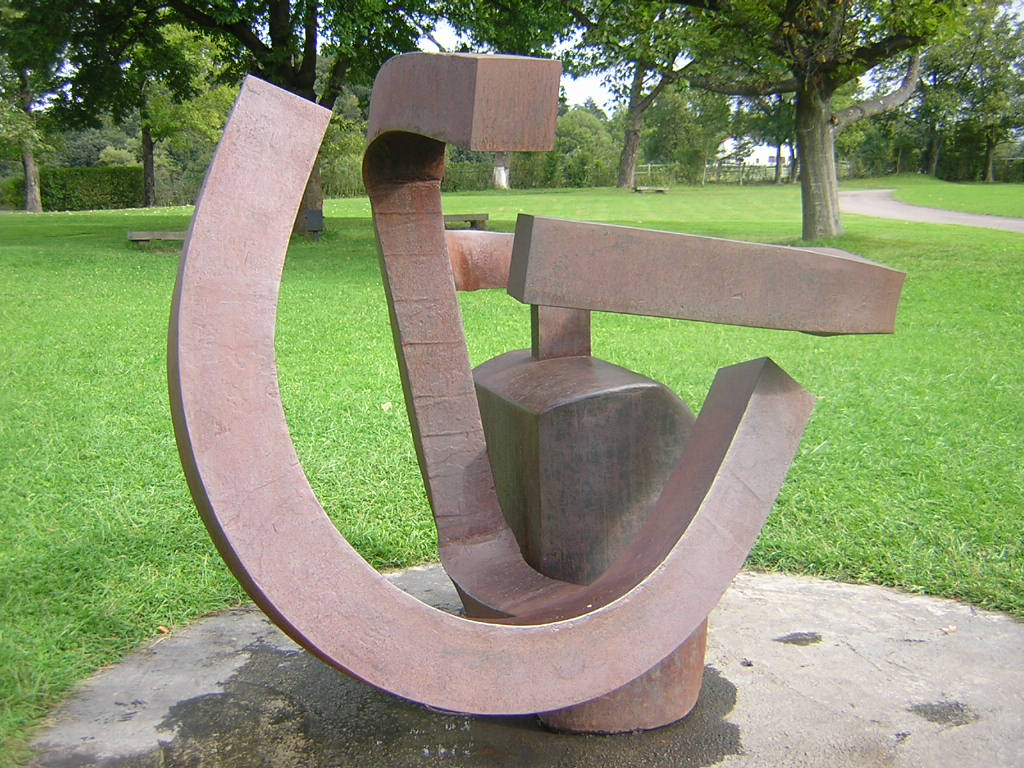
Peine del Viento XIX

- Homenaje a Jorge Guillén I – Beton (1981)
- Elogio del Horizonte I – Studie (1985)
- Monumento a la Tolerancia (1985)
- Homenaje a Luca Paccioli (1986)
- Locmariaquer IX (1989)
- Homenaje a Balenciaga (1990)
- Peine del Viento XVII (1990)
- Peine del Viento XIX (1990)
- Harri I – Granit (1991)
- Harri II – Granit (1991)
- Beaulieu (1991)
- Gora-Bera III (1991)
- La profundo es el Aire XIV (1991)
- Arco de la Libertad (1993)
- Escuchando la Piedra IV – Granit (1996)
- Besarkada XIV (1997)
- Buscando la Luz I (1997)
- Lotura XXXII (1998)

## Fotogalerie des Skulpturenparks

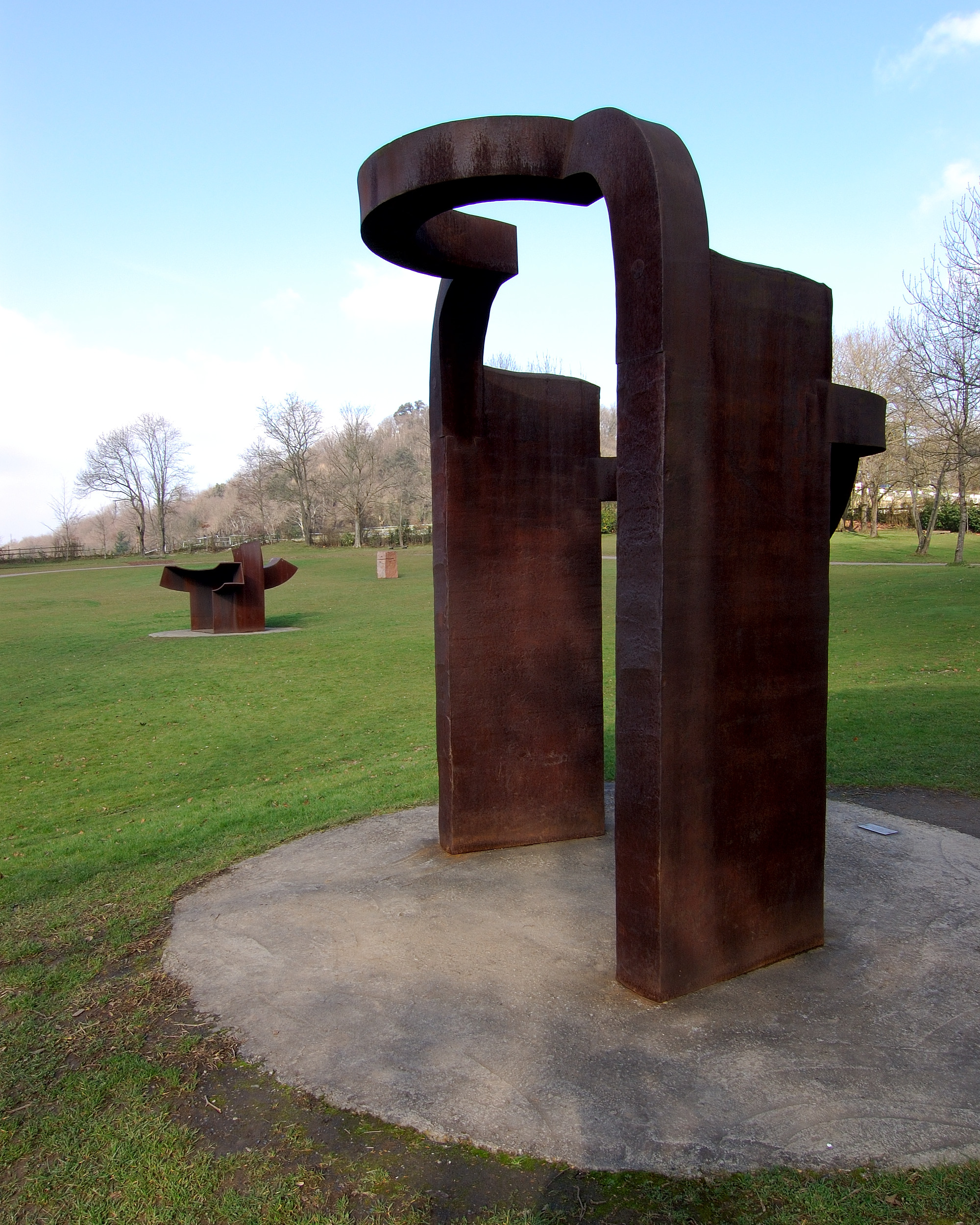
Arco de la Libertad (1993)
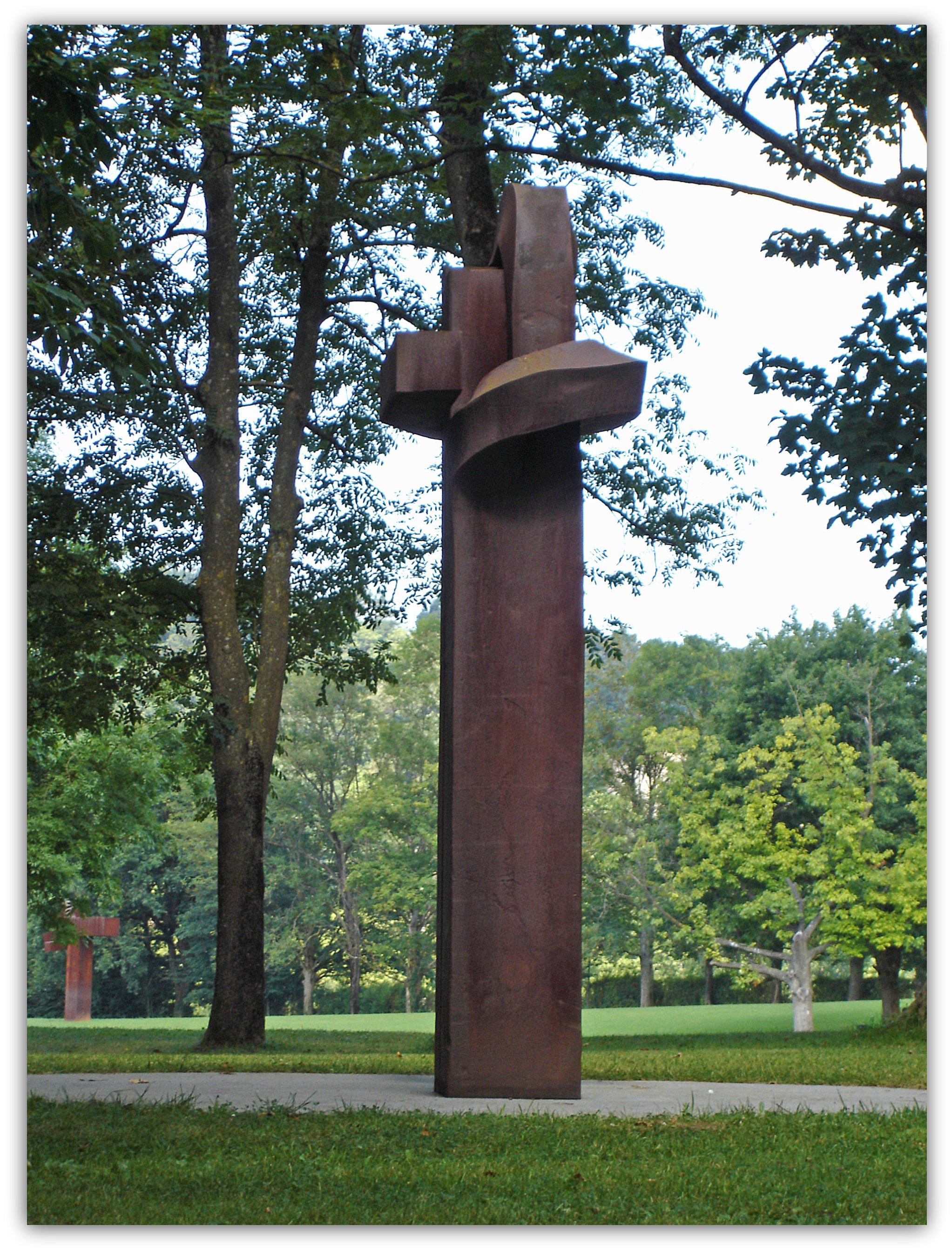
Besarkada XIV (1997)
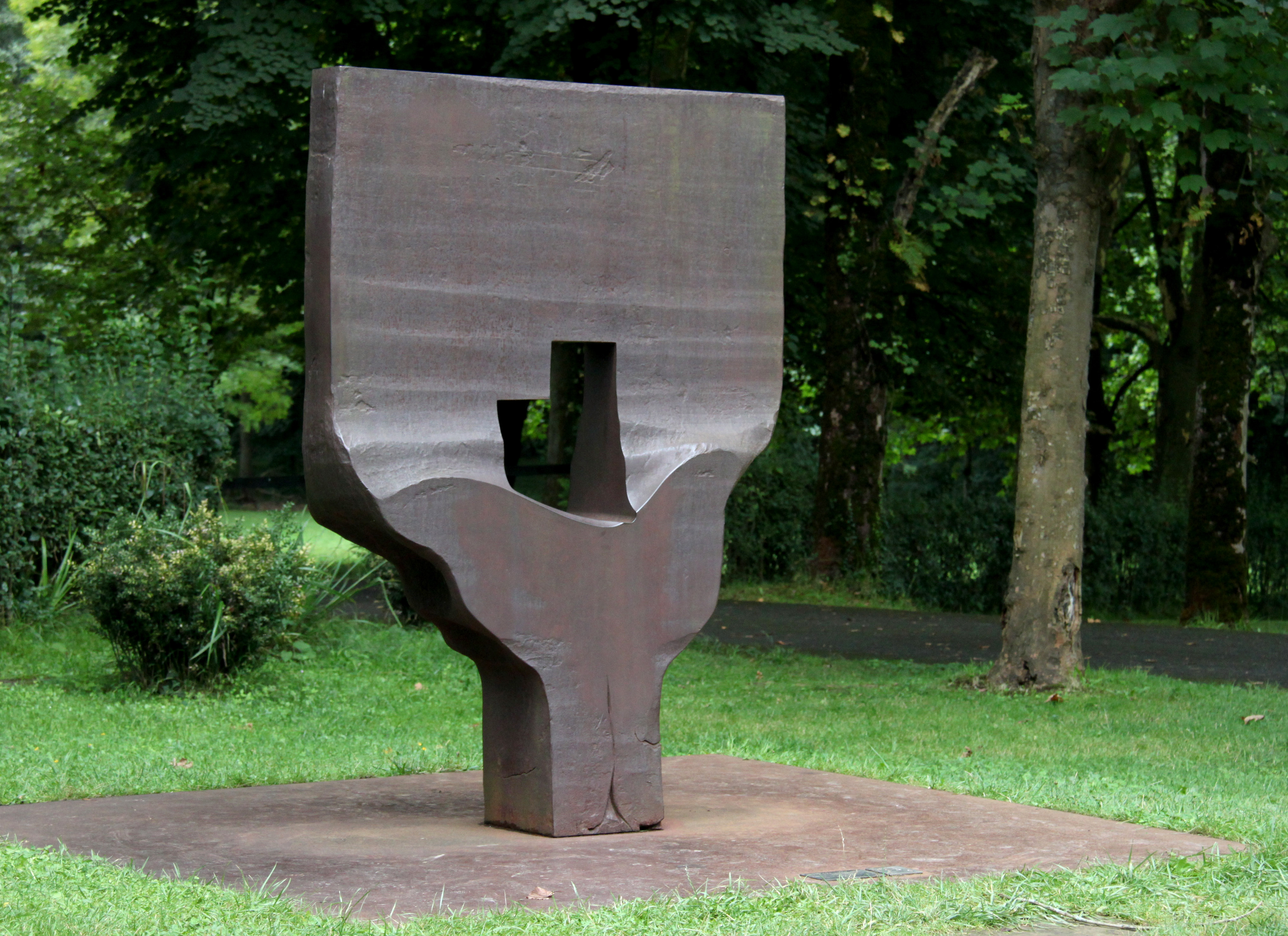
Homenaje a Braque (1990)
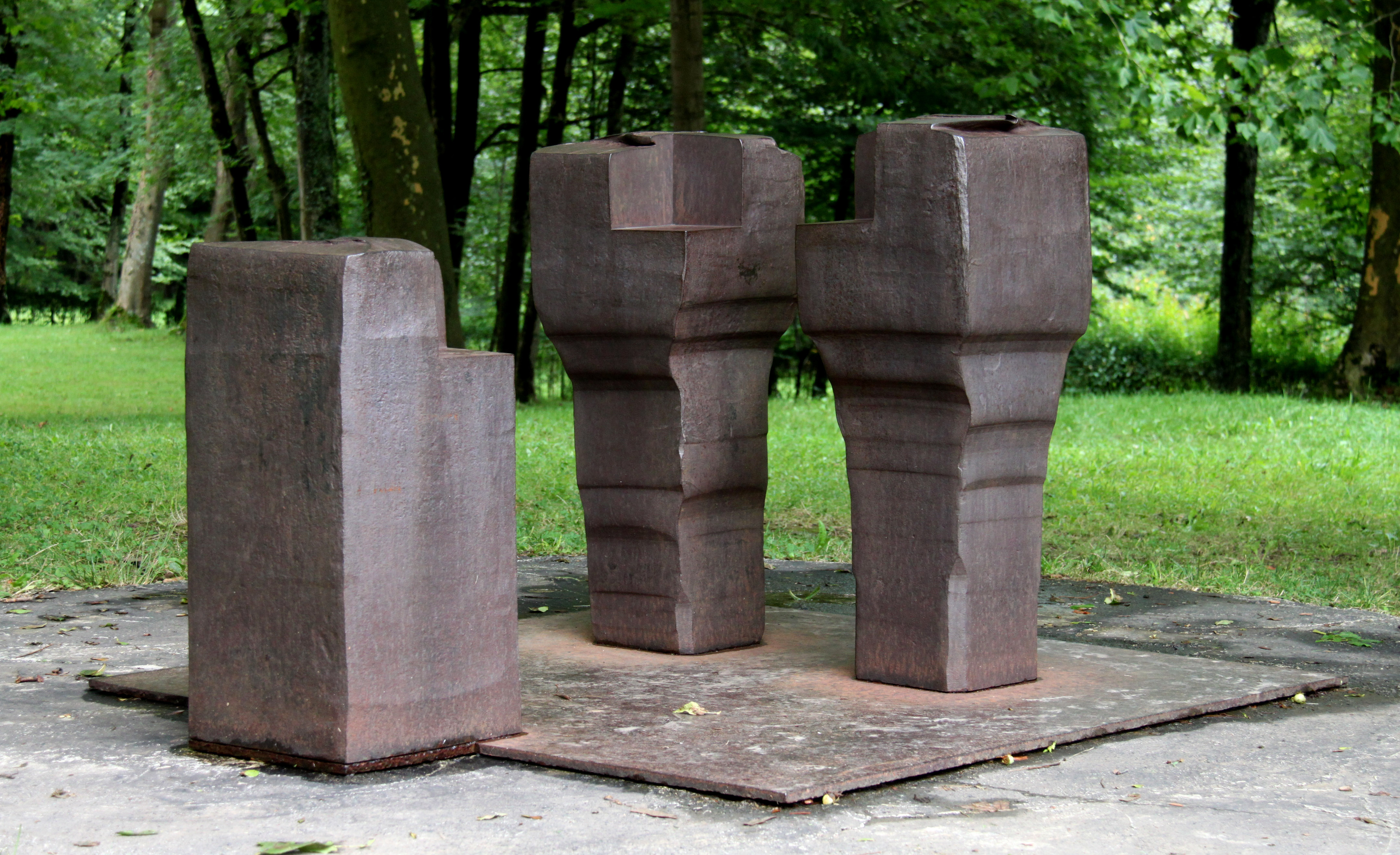
Iru Burni III (1990)
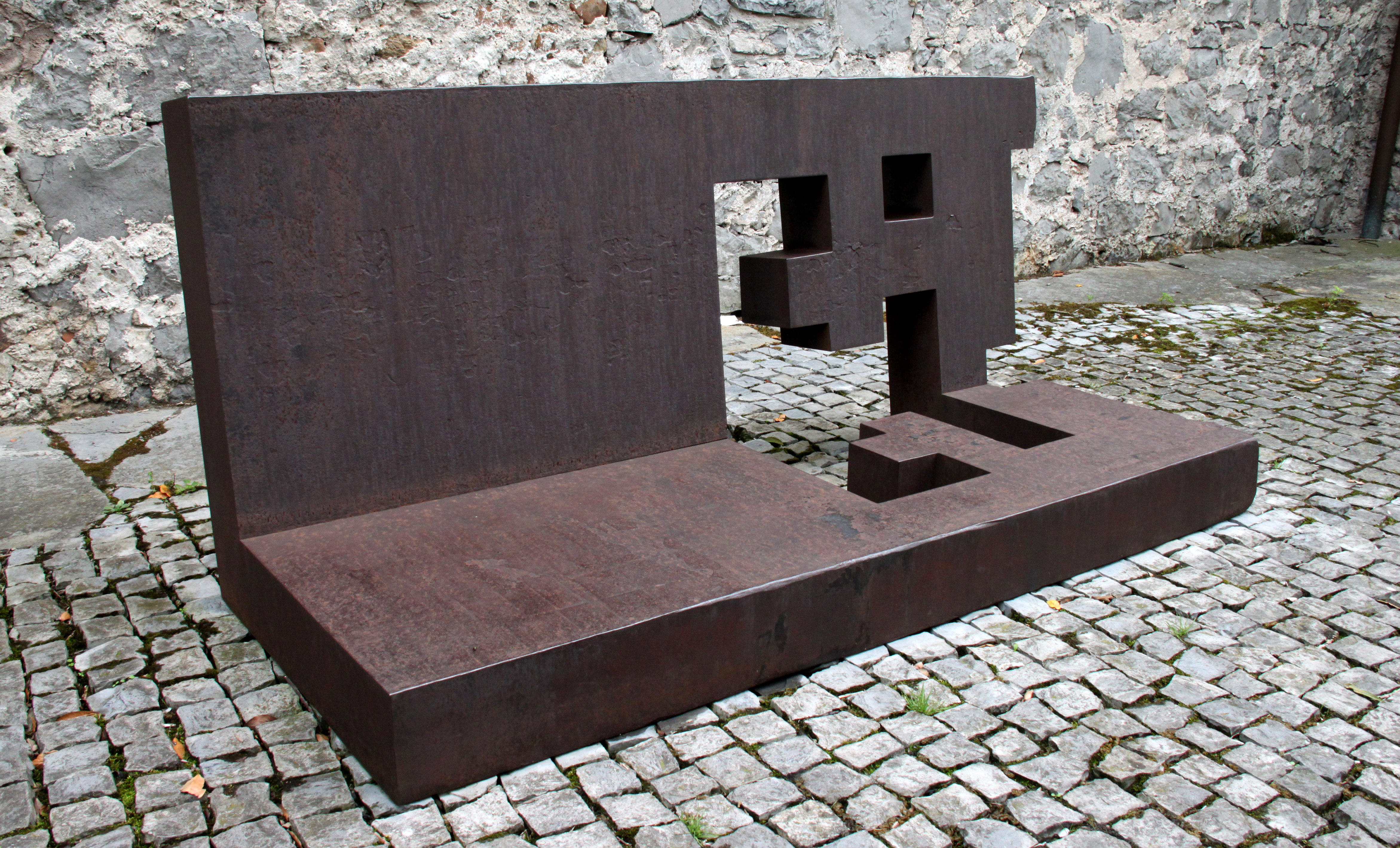
Esertoki III (1990)
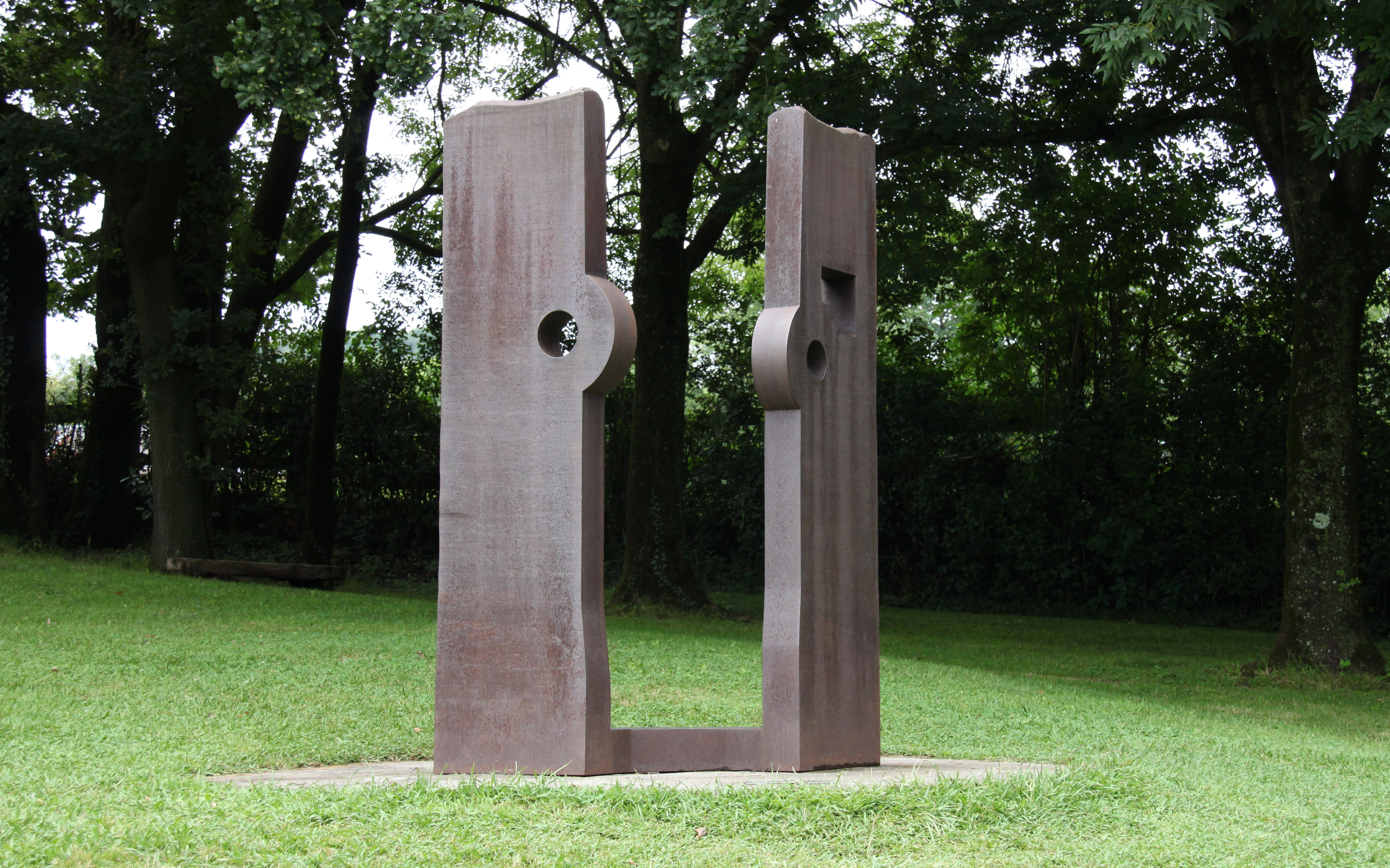
Homenaje a Balenciaga (1990)
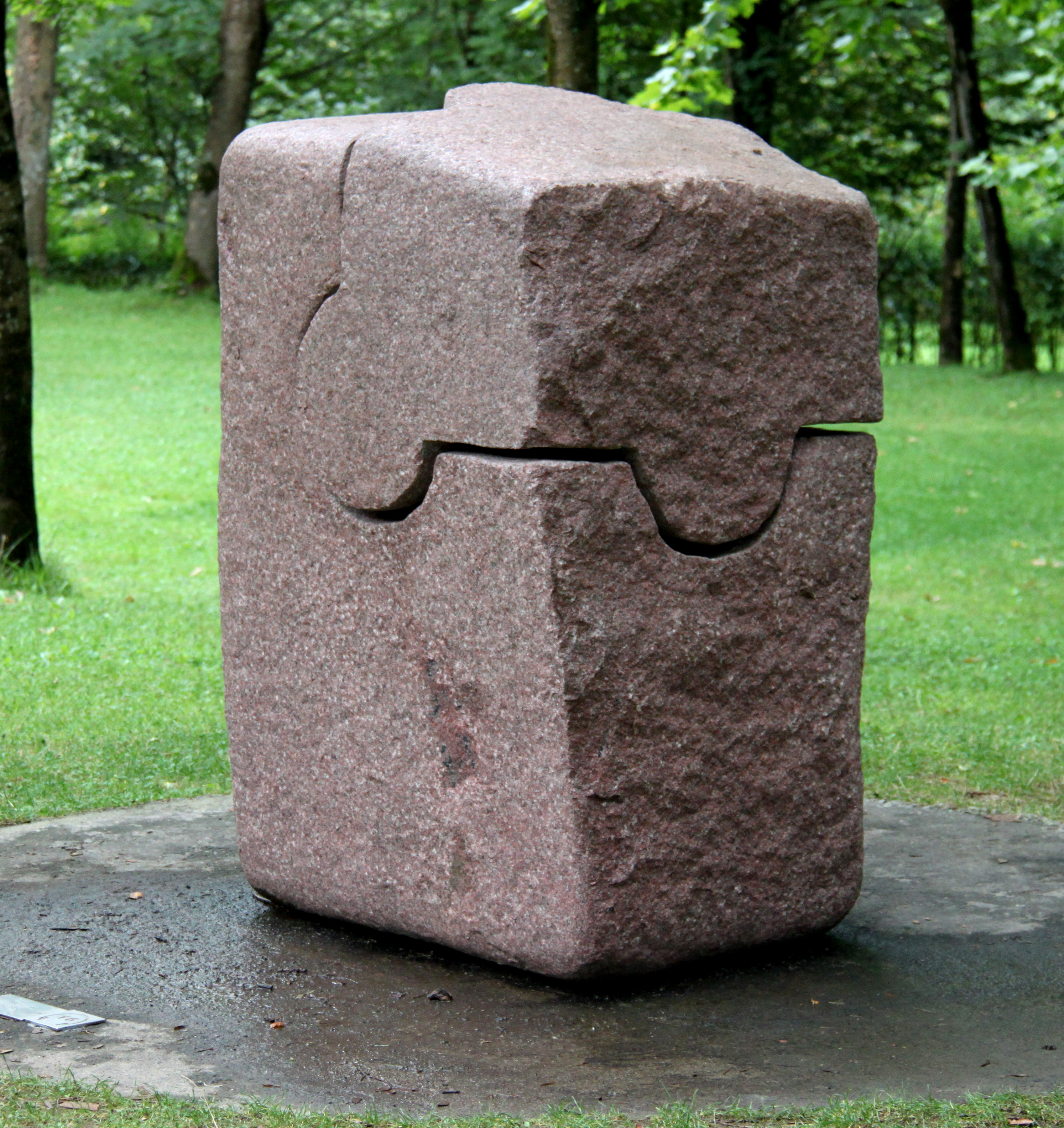
Harri I (1991)
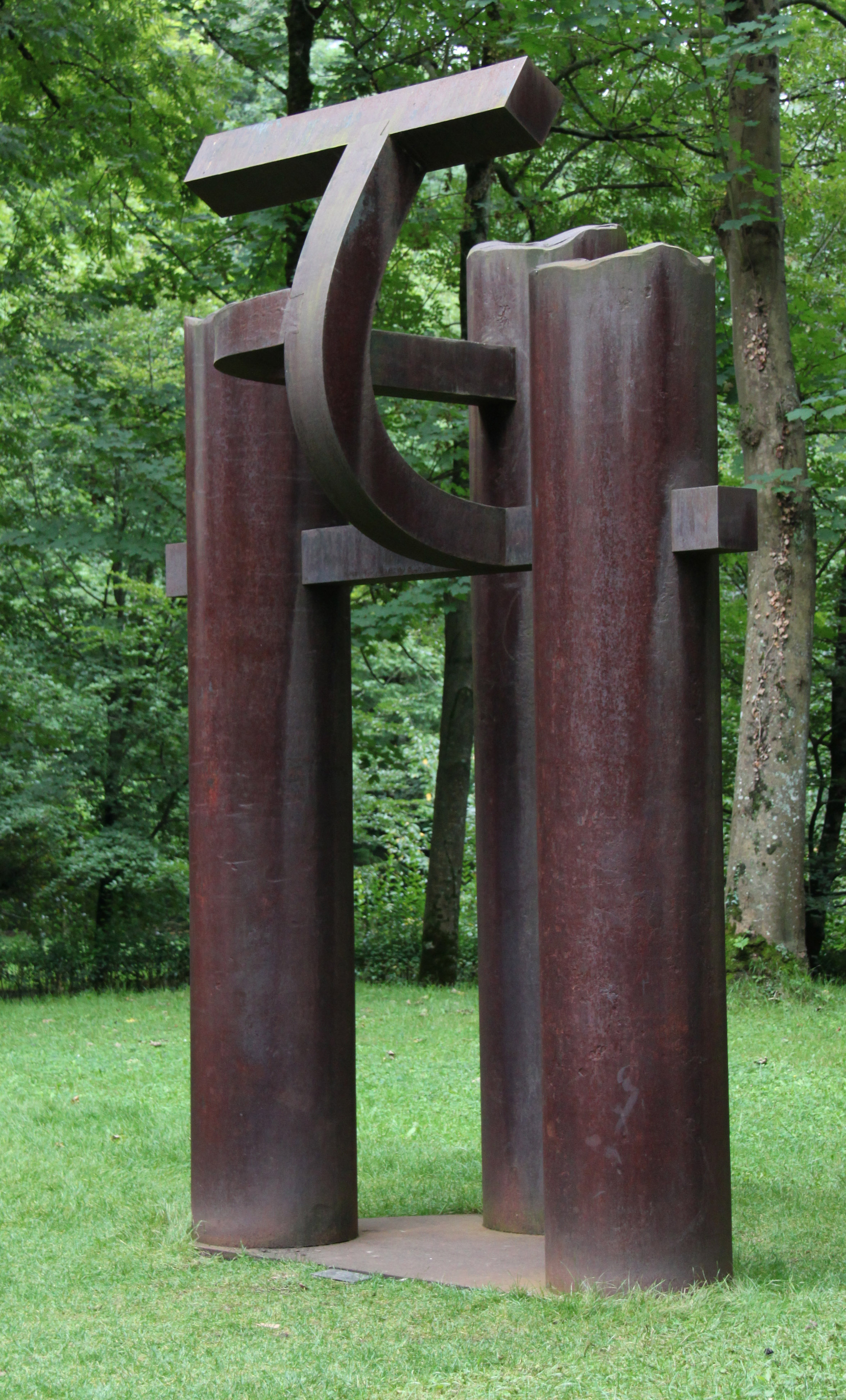
Basoa V (1997)